# Hitrádio Dragon
Hitrádio Dragon (dříve Rádio Dragon) byla soukromá regionální rozhlasová stanice na území Karlovarského a Plzeňského kraje. V Karlovarském kraji se jednalo o 2. nejposlouchanější rozhlasovou stanici. Stanice zanikla 4. dubna 2022 sloučením s Hitrádiem FM Plus.

## Historie
Stanice začala vysílat 14. února 1992 pod názvem Rádio Dragon. Vysílání zpočátku vytvářelo 12 lidí. Od začátku upoutávalo pozornost hudbou, kterou v takovém množství posluchači z rádia neznali. Na soukromou stanici mělo poměrně bohatou hudební zásobu a nabízelo spoustu písní, které jinde už dávno nevysílali. Od počátků bylo rádio věrné nejen nejnovějším hitům, ale i nejoblíbenějším peckám od 80. let. Denně tímto formátem oslovilo zhruba 35 000 lidí – týdně potom dlouhodobě cca 80 000, a to ponejvíce posluchače mezi 20. a 30. rokem života.
V listopadu roku 2006 proběhla akvizice rádia společnosti Media Bohemia (tehdejší Stamford Managing). Od února 2007 Dragon převzal playlist Hitrádií a od května proběhlo oficiální přejmenování na Hitrádio Dragon.
4. dubna 2022 bylo Hitrádio Dragon sloučeno s Hitrádiem FM Plus. Důvodem bylo, že obě stanice vysílaly jeden program se stejnými moderátory.

## Program
- Po–Pá 6:00-9:00 – Snídaně šampionů na Hitrádiu Dragon (Dominik Vršanský, Kateřina Pechová)
- 9:00-12:00 – dopolední show (Jirka Pelnář)
- 12:00-15:00 – odpolední show (Katka Skutková)
- 15:00-19:00 – Divokej západ s Kubou a Davidem (Jakub Rada a David Vrabec)
- 19:00-22:00 – Večer na Hitrádiu (Michal Knejp)
- Víkend: Honza Antal, Denisa Jirásková, Michal Křížek, Jan Hora, Ondra Samec

## Vysílače
Hitrádio Dragon bylo šířeno z následujících FM vysílačů:
| Vysílač         | Kmitočet  | Výkon (ERP) | Polarizace   |
| --------------- | --------- | ----------- | ------------ |
| Cheb            | 90 MHz    | 1 kW        | vertikální   |
| Aš              | 90 MHz    | 0,1 kW      | horizontální |
| Tachov          | 98,3 MHz  | 0,1 kW      | vertikální   |
| Karlovy Vary    | 99,7 MHz  | 1 kW        | horizontální |
| Mariánské Lázně | 102,8 MHz | 5 kW        | vertikální   |
| Sokolov         | 102,9 MHz | 0,1 kW      | vertikální   |